# Liste der Baudenkmäler in Frasdorf
Auf dieser Seite sind die Baudenkmäler in der oberbayerischen Gemeinde Frasdorf zusammengestellt. Diese Tabelle ist eine Teilliste der Liste der Baudenkmäler in Bayern. Grundlage ist die Bayerische Denkmalliste, die auf Basis des Bayerischen Denkmalschutzgesetzes vom 1. Oktober 1973 erstmals erstellt wurde und seither durch das Bayerische Landesamt für Denkmalpflege geführt wird. Die folgenden Angaben ersetzen nicht die rechtsverbindliche Auskunft der Denkmalschutzbehörde.

## Ensembles

### Ensemble Ortskern Westerndorf

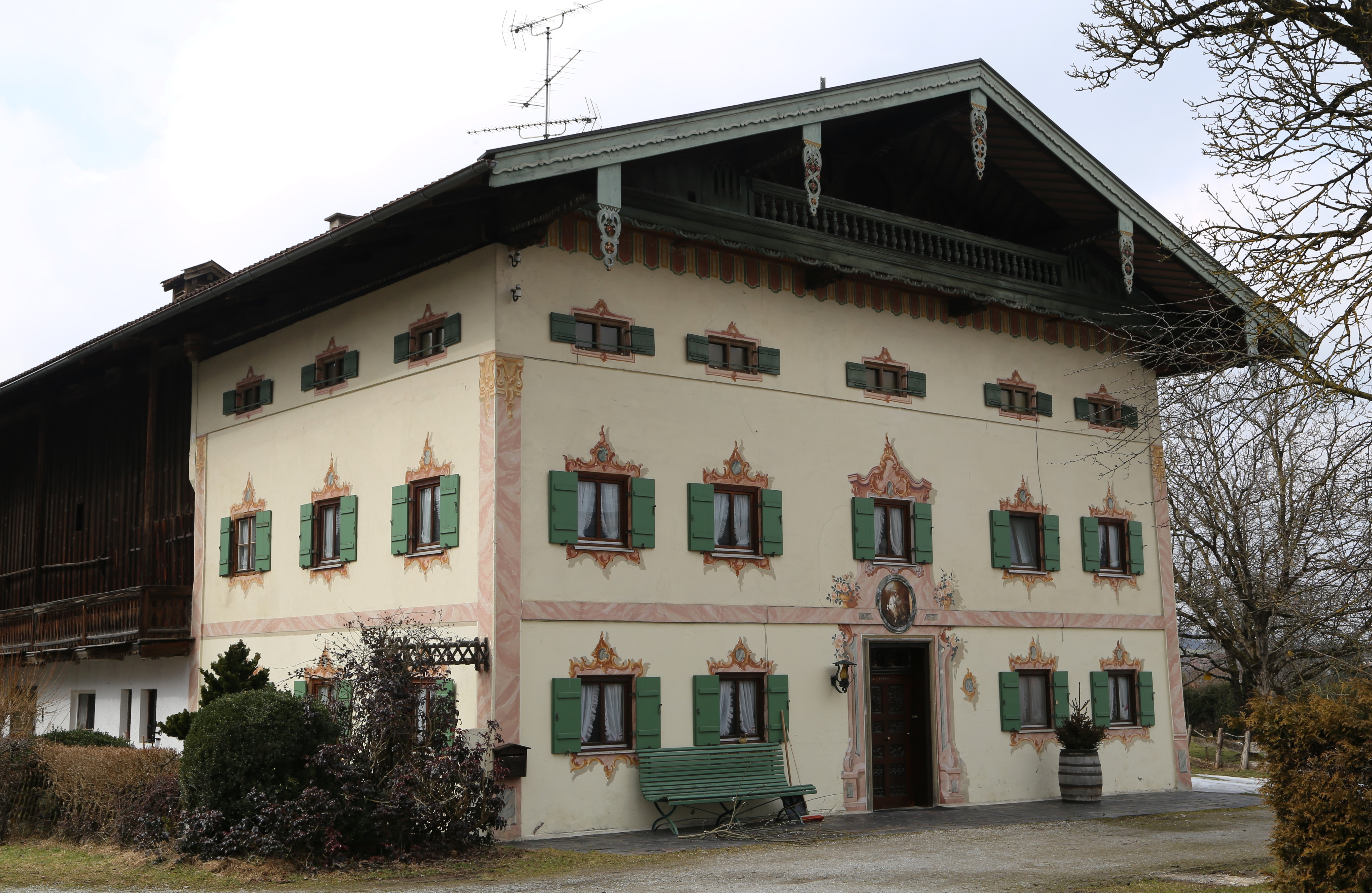
Westerndorfer Straße 10, Frasdorf

Das Ensemble umfasst den historischen Ortskern von Westerndorf. Das kleine Bauerndorf, am Fuße des Samerbergs gelegen, zeichnet sich durch eine verhältnismäßig große Zahl historischer Bauernhäuser aus, die sich gruppenweise längs zweier Gassen reihen. Es handelt sich um Einfirsthöfe des 18. und 19. Jahrhunderts. Die Wohnteile sind meist verputzt und tragen Giebellauben. Der Gasthof Niederauer, ein Bau von 1808, bildet den Mittelpunkt des Ensembles. Nördlich, an der heute kaum mehr wahrnehmbaren Grenze zu Frasdorf, befinden sich große Bauernhöfe des späten 19. Jahrhunderts, die charakteristische Putzgliederungen und andere Details dieser Zeit aufweisen.
Aktennummer: E-1-87-132-1

## Baudenkmäler nach Ortsteilen

### Frasdorf
| Lage                      | Objekt                                 | Beschreibung | Akten-Nr.             | Bild           |
| ------------------------- | -------------------------------------- | --- | --------------------- | -------------- |
| Hauptstraße 6 (Standort)  | Getreidekasten                         | freistehender Holzbau auf hohem Bruchsteinsockel mit Flachsatteldach und teils Blockbau, wohl noch 17. Jahrhundert | D-1-87-132-1 Wikidata | weitere Bilder |
| Hauptstraße 7 (Standort)  | Wohnhaus                               | zweigeschossiger Walmdachbau mit Putzgliederungen, Balkon und geschnitzter Tür, Biedermeier, um Mitte 19. Jahrhundert | D-1-87-132-3 Wikidata | Wohnhaus       |
| Hauptstraße 9 (Standort)  | Ehemaliger Pfarrhof                    | zweigeschossiger Walmdachbau mit Segmentbogenfenstern, Rundöffnungen und Rundbogentür, 1730/31. | D-1-87-132-4 Wikidata | weitere Bilder |
| Hauptstraße 24 (Standort) | Katholische Pfarrkirche St. Margaretha | Saalbau mit Satteldach und Südturm mit Spitzhelm über Giebeln, spätgotisch, 1466–96 Langhaus, 1496–1511 Chor und Gewölbe, 1676 Sakristei, 1807 erweitert, 1736 Barockisierung des Inneren, 1764–65 Turmoberbau neugotisch verändert; mit Ausstattung; Friedhofskapelle St. Sebastian und Barbara, Zeltdachbau mit Rundbogenfenstern und -tür, spätgotisch, Anfang 16. Jahrhundert. | D-1-87-132-2 Wikidata | weitere Bilder |
| Kruggasse 4 (Standort)    | Bauernhaus                             | Einfirsthof, zweigeschossiger Flachsatteldachbau mit Hochlaube und geschnitzter biedermeierlicher Tür, um Mitte 19. Jahrhundert | D-1-87-132-5 Wikidata | weitere Bilder |
| Kruggasse 5 (Standort)    | Bauernhaus                             | Einfirsthof, zweigeschossiger Flachsatteldachbau mit Hochlaube, bezeichnet 1778. | D-1-87-132-6 Wikidata | weitere Bilder |

### Aich
| Lage              | Objekt          | Beschreibung                                                                                      | Akten-Nr.              | Bild           |
| ----------------- | --------------- | ------------------------------------------------------------------------------------------------- | ---------------------- | -------------- |
| Aich 7 (Standort) | Kleinbauernhaus | zweigeschossiger Flachsatteldachbau mit Hochlaube, baulicher Kern 18. Jahrhundert, 1886 erneuert. | D-1-87-132-84 Wikidata | weitere Bilder |

### Ebnat
| Lage               | Objekt          | Beschreibung                                                                                         | Akten-Nr.             | Bild |
| ------------------ | --------------- | --- | --------------------- | ---- |
| Ebnat 2 (Standort) | Kleinbauernhaus | zweigeschossiger Flachsatteldachbau mit Hochlaube und einfachem Giebelbundwerk, Ende 18. Jahrhundert | D-1-87-132-8 Wikidata | BW   |

### Gasbichl
| Lage                  | Objekt         | Beschreibung                                                                           | Akten-Nr.              | Bild |
| --------------------- | -------------- | -------------------------------------------------------------------------------------- | ---------------------- | ---- |
| Gasbichl 1 (Standort) | Getreidekasten | zweigeschossiger Blockbau mit Flachsatteldach und Treppe mit Galerie, bezeichnet 1761. | D-1-87-132-85 Wikidata | BW   |

### Ginnerting
| Lage                     | Objekt             | Beschreibung                                                                                           | Akten-Nr.              | Bild |
| ------------------------ | ------------------ | --- | ---------------------- | ---- |
| Ginnerting 5 (Standort)  | Kleinbauernhaus    | zweigeschossiger Flachsatteldachbau mit Hochlaube und geschnitztem Türstock, 1761.                     | D-1-87-132-9 Wikidata  | BW   |
| Ginnerting 17 (Standort) | Ehemals Bauernhaus | Einfirsthof, zweigeschossiger Flachsatteldachbau mit Erker und Hochlaube, Firstpfette bezeichnet 1783. | D-1-87-132-10 Wikidata | BW   |
| Ginnerting 23 (Standort) | Getreidekasten     | erdgeschossiger Blockbau in einen Holzbau mit Flachsatteldach integriert, 16./17. Jahrhundert          | D-1-87-132-11 Wikidata | BW   |

### Greimelberg
| Lage                      | Objekt     | Beschreibung | Akten-Nr.              | Bild       |
| ------------------------- | ---------- | --- | ---------------------- | ---------- |
| Greimelberg 19 (Standort) | Bauernhaus | Einfirsthof, zweigeschossiger Flachsatteldachbau mit Hochlaube, Heiligennische und bemalten Balkenköpfen, 1. Drittel 19. Jahrhundert | D-1-87-132-13 Wikidata | Bauernhaus |

### Hierankl
| Lage                  | Objekt     | Beschreibung                                                          | Akten-Nr.              | Bild       |
| --------------------- | ---------- | --------------------------------------------------------------------- | ---------------------- | ---------- |
| Hierankl 1 (Standort) | Bauernhaus | Einfirsthof, zweigeschossiger Flachsatteldachbau mit Hochlaube, 1830. | D-1-87-132-14 Wikidata | Bauernhaus |

### Kranzl
| Lage                | Objekt     | Beschreibung | Akten-Nr.              | Bild |
| ------------------- | ---------- | --- | ---------------------- | ---- |
| Kranzl 1 (Standort) | Bauernhaus | Einfirsthof, zweigeschossiger Flachsatteldachbau mit gemalten Fensterumrahmungen, Hochlaube, um 1790, steinernem Türsturz, bezeichnet 1789, und Sterntür, Firstpfette bezeichnet 1936; Getreidekasten, freistehender Flachsatteldachbau mit massivem hohen Sockel, Blockbauoberteil, Malschrot und Laube, 18. Jahrhundert | D-1-87-132-15 Wikidata | BW   |
| Brennau (Standort)  | Brechhütte | Flachsatteldachbau aus Bruchsteinmauerwerk, mit Giebelbundwerk, 18. Jahrhundert; nordöstlich am Wald. | D-1-87-132-16 Wikidata | BW   |

### Laiming
| Lage                 | Objekt         | Beschreibung | Akten-Nr.              | Bild |
| -------------------- | -------------- | --- | ---------------------- | ---- |
| Laiming 2 (Standort) | Getreidekasten | zweigeschossiger Holzbau aus teils massivem Erdgeschoss und teils Blockbau mit Flachsatteldach, am Firstbalken bezeichnet 1845. | D-1-87-132-17 Wikidata | BW   |

### Leitenberg
| Lage                           | Objekt                | Beschreibung | Akten-Nr.              | Bild           |
| ------------------------------ | --------------------- | --- | ---------------------- | -------------- |
| Auweg (Standort)               | Kruzifix              | hölzerner Corpus Christi von Joseph Götsch, 2. Hälfte 18. Jahrhundert; am westlichen Ortsrand. Original-Corpus-Christi fehlt (Stand Mai 2024) | D-1-87-132-25 Wikidata | weitere Bilder |
| Dorfstraße 8 (Standort)        | Bauernhaus            | Einfirsthof, dreigeschossiger Flachsatteldachbau mit Rauputzgliederungen und Fensterbekrönungen, um 1870–80.                                  | D-1-87-132-18 Wikidata | weitere Bilder |
| Dorfstraße 11, 11 a (Standort) | Ehemaliges Bauernhaus | Einfirsthof, zweigeschossiger Flachsatteldachbau mit Hochlaube, Firstpfette bezeichnet 1791.                                                  | D-1-87-132-20 Wikidata | weitere Bilder |
| Dorfstraße 12 (Standort)       | Steinernes Türgewände | 1810. | D-1-87-132-21 Wikidata | weitere Bilder |
| Dorfstraße 14 (Standort)       | Geschnitzte Haustür   | nach Mitte 19. Jahrhundert | D-1-87-132-22 Wikidata | weitere Bilder |
| Dorfstraße 16 (Standort)       | Geschnitzte Haustür   | nach Mitte 19. Jahrhundert | D-1-87-132-23          | weitere Bilder |

### Oberhaustätt
| Lage                      | Objekt     | Beschreibung | Akten-Nr.              | Bild |
| ------------------------- | ---------- | --- | ---------------------- | ---- |
| Oberhaustätt 1 (Standort) | Bauernhaus | Einfirsthof, zweieinhalbgeschossiger Flachsatteldachbau aus unverputztem Bruchstein- und Backsteinmauerwerk und kleinem Glockenstuhl; 1819. | D-1-87-132-29 Wikidata | BW   |

### Oberreit
| Lage                                      | Objekt               | Beschreibung | Akten-Nr.              | Bild                                                                                                   |
| ----------------------------------------- | -------------------- | --- | ---------------------- | --- |
| In Oberreit (Standort)                    | Ehem. Getreidekasten | zweigeschossiger Blockbau, bez. 1780, mit Resten von ornamentaler Bemalung; 1994 wiederaufgestellt, urspr. aus dem Landkreis Mühldorf bzw. Altötting stammend | D-1-87-132-89 Wikidata | BW |
| Flur Oberreit (bei Haus Nr. 3) (Standort) | Hofkapelle           | Satteldachbau mit barocken Fenstern, 18. Jahrhundert | D-1-87-132-31 Wikidata | [[Vorlage:Bilderwunsch/code!/C:47.82492,12.28737!/D:Flur Oberreit (bei Haus Nr. 3), Hofkapelle!/\|BW]] |

### Pfaffing
| Lage                  | Objekt         | Beschreibung                                                                           | Akten-Nr.              | Bild |
| --------------------- | -------------- | -------------------------------------------------------------------------------------- | ---------------------- | ---- |
| Pfaffing 2 (Standort) | Getreidekasten | zweigeschossiger Blockbau mit Flachsatteldach, Treppe und Galerie, 17./18. Jahrhundert | D-1-87-132-33 Wikidata | BW   |

### Pfifferloh
| Lage                                  | Objekt     | Beschreibung                                                              | Akten-Nr.              | Bild |
| ------------------------------------- | ---------- | ------------------------------------------------------------------------- | ---------------------- | ---- |
| Pfifferloh 1; Pfifferloh 3 (Standort) | Bildstock  | barocker Pfeiler mit Aufsatz, Sockel bezeichnet 1763; im Osten des Ortes. | D-1-87-132-36 Wikidata | BW   |
| Pfifferloh 2 (Standort)               | Brechhütte | Klaubsteinbau mit Flachsatteldach, 18./19. Jahrhundert                    | D-1-87-132-35 Wikidata | BW   |

### Ruckerting
| Lage                    | Objekt     | Beschreibung | Akten-Nr.              | Bild |
| ----------------------- | ---------- | --- | ---------------------- | ---- |
| Ruckerting 5 (Standort) | Bauernhaus | Einfirsthof, zweigeschossiger Flachsatteldachbau mit reich bemaltem Balken und Hochlaube, Firstpfette bezeichnet 1810; Getreidekasten, zweigeschossiger Flachsatteldachbau mit massivem Erdgeschoss und teils Holz-, teils Blockbauobergeschoss, Treppe und Galerie, 17./18. Jahrhundert | D-1-87-132-39 Wikidata | BW   |

### Sankt Florian
| Lage                        | Objekt                                               | Beschreibung | Akten-Nr.              | Bild           |
| --------------------------- | ---------------------------------------------------- | --- | ---------------------- | -------------- |
| Sankt Florian 1 (Standort)  | Katholische Filial- und Wallfahrtskirche St. Florian | Saalbau mit Satteldach und Südturm mit Schopfwalmdach, spätgotisch, 1490–94 Neubau unter Verwendung eines älteren Turmunterteils, 1642 Nebenkapelle, 1710 Vorhalle, 1764 Umgestaltung, 1853 und 1889–90 Regotisierung, 1866 Dachstuhl erneuert; mit Ausstattung. | D-1-87-132-40          | weitere Bilder |
| in Sankt Florian (Standort) | Brunnenkapelle                                       | Achteckbau mit schindelgedecktem Zeltdach und Laterne mit Zwiebeldach, barock, 1659 von Georg Steindlmüller; mit Ausstattung. | D-1-87-132-41 Wikidata | weitere Bilder |

### Soilach
| Lage                 | Objekt             | Beschreibung | Akten-Nr.              | Bild |
| -------------------- | ------------------ | --- | ---------------------- | ---- |
| Soilach 3 (Standort) | Ehemals Bauernhaus | Einfirsthof, zweigeschossiger Flachsatteldachbau aus Bruchsteinmauerwerk, erbaut 1858 und Blockbauteil des 17. Jahrhunderts | D-1-87-132-42 Wikidata | BW   |

### Stadl
| Lage                  | Objekt         | Beschreibung                                                                                                 | Akten-Nr.              | Bild |
| --------------------- | -------------- | --- | ---------------------- | ---- |
| Nähe Stadl (Standort) | Getreidekasten | eingeschossiger Blockbau des 17. Jahrhunderts mit altem Holzüberbau mit Flachsatteldach des 19. Jahrhunderts | D-1-87-132-44 Wikidata | BW   |

### Stelzenberg
| Lage                     | Objekt     | Beschreibung | Akten-Nr.              | Bild |
| ------------------------ | ---------- | --- | ---------------------- | ---- |
| Stelzenberg 1 (Standort) | Bauernhaus | Einfirsthof, zweieinhalbgeschossiger Flachsatteldachbau mit Rundbogenöffnungen, Hochlaube, Putzbandgliederung, profiliertem Türsturz und Brettermantel, 1. Viertel 19. Jahrhundert | D-1-87-132-45 Wikidata | BW   |

### Stötten
| Lage                 | Objekt | Beschreibung | Akten-Nr.              | Bild |
| -------------------- | ------ | --- | ---------------------- | ---- |
| Stötten 1 (Standort) | Stadel | ehemals Zuhaus, verbretterter Holzbau mit abgeschlepptem Flachsatteldach und teilweise Bruchsteinmauerwerk, 18./19. Jahrhundert | D-1-87-132-46 Wikidata | BW   |

### Tauern
| Lage                | Objekt         | Beschreibung | Akten-Nr.              | Bild |
| ------------------- | -------------- | --- | ---------------------- | ---- |
| Tauern 2 (Standort) | Bauernhaus     | Einfirsthof, zweigeschossiger Flachsatteldachbau mit Hochlaube, bemalten Balkenköpfen, an der Firstpfette bezeichnet 1769. | D-1-87-132-47 Wikidata | BW   |
| Tauern 3 (Standort) | Getreidekasten | erdgeschossiger Blockbau mit modernem Dach, 17./18. Jahrhundert                                                            | D-1-87-132-48 Wikidata | BW   |

### Umrathshausen
| Lage                                                 | Objekt                                               | Beschreibung | Akten-Nr.              | Bild |
| ---------------------------------------------------- | ---------------------------------------------------- | --- | ---------------------- | --- |
| Humprehtstraße 1 (Standort)                          | Gasthaus                                             | zweigeschossiger Flachsatteldachbau mit Hochlaube, Firstpfette bezeichnet 1845. | D-1-87-132-50 Wikidata | weitere Bilder                                                                                                   |
| Kirchstraße (Standort)                               | Katholische Filial- und Wallfahrtskirche Heilig Blut | Saalbau mit Satteldach und Südturm mit Welscher Haube, spätgotisch, 1472 Weihe, 1678 Westvorhalle, ab 1680 und 1749 Umgestaltung des Inneren, 1827–30 Turm und Sakristei, 1899 Dachstuhl, 1900 Turmhaube; mit Ausstattung; Friedhofsmauer, Bruchstein, 17./18. Jahrhundert, Friedhofskapelle, Zeltdachbau mit Rundbogenfenstern und Segmentbogentür, 1685. | D-1-87-132-49 Wikidata | weitere Bilder                                                                                                   |
| Kirchstraße (Standort)                               | Feldkapelle                                          | Zeltdachbau mit barocken Fenstern, um 1670; mit Ausstattung; am Westrand des Ortes. | D-1-87-132-52 Wikidata | weitere Bilder                                                                                                   |
| Moosweg 2 (Standort)                                 | Wohnteil des Bauernhauses                            | zweieinhalbgeschossiger Flachsatteldachbau mit Hochlaube, Segmentbogen- und Doppelrundbogenfenstern, Rund- und Rundbogenöffnungen sowie Putzgliederungen, um 1900. | D-1-87-132-51 Wikidata | weitere Bilder                                                                                                   |
| auf dem Hohenberg (Standort)                         | Grenzstein aus Rotmarmor                             | bezeichnet 1730 W A | D-1-87-132-54 Wikidata | BW |
| Kreuzbreite (an der Straße nach Frasdorf) (Standort) | Feldkreuz                                            | hölzerner Corpus Christi von Joseph Götsch, 2. Hälfte 18. Jahrhundert | D-1-87-132-53 Wikidata | [[Vorlage:Bilderwunsch/code!/C:47.80789,12.31326!/D:Kreuzbreite (an der Straße nach Frasdorf), Feldkreuz!/\|BW]] |

### Unterhaustätt
| Lage                        | Objekt         | Beschreibung                                                      | Akten-Nr.              | Bild |
| --------------------------- | -------------- | ----------------------------------------------------------------- | ---------------------- | ---- |
| In Unterhaustätt (Standort) | Getreidekasten | Blockbau in modernem Stadel integriert, 1. Hälfte 17. Jahrhundert | D-1-87-132-56 Wikidata | BW   |

### Unteracherting
| Lage                           | Objekt     | Beschreibung                  | Akten-Nr.     | Bild |
| ------------------------------ | ---------- | ----------------------------- | ------------- | ---- |
| Flur Unteracherting (Standort) | Grenzstein | Tuffsteinstele, bez. A R 1618 | D-1-87-132-94 | BW   |

### Walkerting
| Lage                    | Objekt                 | Beschreibung                                                                          | Akten-Nr.              | Bild |
| ----------------------- | ---------------------- | ------------------------------------------------------------------------------------- | ---------------------- | ---- |
| Walkerting 2 (Standort) | Kleinbauernhaus        | zweigeschossiger Flachsatteldachbau mit Hochtenne und Hochlaube, Ende 18. Jahrhundert | D-1-87-132-57 Wikidata | BW   |
| Walkerting 4 (Standort) | Geschweiftes Türgerüst | bezeichnet 1798.                                                                      | D-1-87-132-58 Wikidata | BW   |

### Westerndorf
| Lage                               | Objekt                                  | Beschreibung | Akten-Nr.              | Bild           |
| ---------------------------------- | --------------------------------------- | --- | ---------------------- | -------------- |
| Ahornweg 1, 1 b (Standort)         | Ehemaliges Bauernhaus                   | zweigeschossiger Flachsatteldachbau, am First bezeichnet 1790.                                                                               | D-1-87-132-87 Wikidata | weitere Bilder |
| Nußbaumstraße 1 (Standort)         | Bauernhaus                              | Einfirsthof, zweigeschossiger Flachsatteldachbau mit Hochlaube, Heiligennische und farbig bemaltem Holzwerk, Firstpfette bezeichnet 1852.    | D-1-87-132-59 Wikidata | weitere Bilder |
| Nußbaumstraße 2 (Standort)         | Bauernhaus                              | Einfirsthof, zweigeschossiger Flachsatteldachbau mit Hochlaube, Firstpfette bezeichnet 1842.                                                 | D-1-87-132-60 Wikidata | weitere Bilder |
| Nußbaumstraße 3 (Standort)         | Ehemals Bauernhaus                      | Einfirsthof, zweieinhalbgeschossiger Flachsatteldachbau mit Hochlaube und Giebelbundwerk; Firstpfette bezeichnet 1728.                       | D-1-87-132-61 Wikidata | weitere Bilder |
| Nußbaumstraße 4 (Standort)         | Ehemals Zuhaus zum Gasthof (Haus Nr. 6) | zweigeschossiger Flachsatteldachbau mit Rundbogenfenstern, Anfang 19. Jahrhundert                                                            | D-1-87-132-62 Wikidata | BW             |
| Nußbaumstraße 5 (Standort)         | Ehemals Bauernhaus                      | Einfirsthof, zweigeschossiger Flachsatteldachbau mit Hochlaube, 1. Hälfte 19. Jahrhundert                                                    | D-1-87-132-63 Wikidata | weitere Bilder |
| Nußbaumstraße 6 (Standort)         | Gasthof                                 | zweieinhalbgeschossiger Flachsatteldachbau mit Heiligennische und Putzgliederungen, wohl 1808.                                               | D-1-87-132-64 Wikidata | Gasthof        |
| Nußbaumstraße 8 (Standort)         | Bauernhaus                              | Einfirsthof, zweieinhalbgeschossiger Flachsatteldachbau mit Rundbogenöffnungen und Hochlaube, Firstpfette bezeichnet 1847.                   | D-1-87-132-66 Wikidata | Bauernhaus     |
| Nußbaumstraße 11 (Standort)        | Ehemals Bauernhaus                      | Einfirsthof, zweieinhalbgeschossiger Flachsatteldachbau mit Hochlaube und Bemalungen, 1718.                                                  | D-1-87-132-68 Wikidata | weitere Bilder |
| Westerndorfer Straße 6 (Standort)  | Bauernhaus                              | Einfirsthof, zweigeschossiger Flachsatteldachbau mit Kniestock, Putzgliederungen, Hochlaube und Heiligennische, Firstpfette bezeichnet 1844. | D-1-87-132-69 Wikidata | weitere Bilder |
| Westerndorfer Straße 7 (Standort)  | Bauernhaus                              | Einfirsthof, zweigeschossiger Flachsatteldachbau mit Kniestock, Putzgliederungen, Laube und Heiligennischen, 1886.                           | D-1-87-132-70 Wikidata | weitere Bilder |
| Westerndorfer Straße 10 (Standort) | Bauernhaus                              | Einfirsthof, zweieinhalbgeschossiger Flachsatteldachbau mit Hochlaube, Firstpfette bezeichnet 1763.                                          | D-1-87-132-72 Wikidata | weitere Bilder |
| Westerndorfer Straße 12 (Standort) | Bauernhaus                              | Einfirsthof, zweigeschossiger Flachsatteldachbau mit Putzgliederungen und Hochlaube, 1887.                                                   | D-1-87-132-73 Wikidata | weitere Bilder |

### Wildenwart
| Lage                                                    | Objekt                               | Beschreibung | Akten-Nr.              | Bild |
| ------------------------------------------------------- | ------------------------------------ | --- | ---------------------- | --- |
| Ludwigstraße (auf dem Platz vor dem Schloss) (Standort) | Hofbrunnen                           | 1730–31 | D-1-87-132-79 Wikidata | [[Vorlage:Bilderwunsch/code!/C:47.82774,12.31073!/D:Ludwigstraße (auf dem Platz vor dem Schloss), Hofbrunnen!/\|BW]] |
| Ludwigstraße 9 (Standort)                               | Martersäule                          | Schaft aus Granit und tafelartiges Tabernakel aus Rotmarmor, Vorderseite der Tafel bezeichnet 1547, Seiten bezeichnet 1610 und W. | D-1-87-132-80 Wikidata | Martersäule |
| Ludwigstraße 9 (Standort)                               | Schlossgärtnerei                     | zwei durch das Gewächshaus verbundene Wohnhäuser, zweigeschossige Flachsatteldachbauten mit Kniestock, traufseitigen Lauben und Putzgliederungen, Ende 19. Jahrhundert; Gewächshaus, erdgeschossig, mit vorkragendem Pultdach über hohem Holzprofil, gleichzeitig. | D-1-87-132-75 Wikidata | Schlossgärtnerei |
| Ludwigstraße 10 (Standort)                              | Schloss Wildenwart                   | dreigeschossige Vierflügelanlage um einen Arkadenhof, südwestlicher Torbau mit Satteldach und Torturm sowie südlichem Erkerturm jeweils mit Zwiebelhaube, seit 1200 angelegt, mittelalterlicher Kern nur noch teilweise in Umfassungsmauern erhalten, heutige Baugestalt um 1600, 1689–90 Umgestaltung; mit Ausstattung; Gartenanlage, im Graben der ehemaligen Burg. | D-1-87-132-76 Wikidata | weitere Bilder |
| Ludwigstraße 11 (Standort)                              | Schlossökonomie                      | Wohn- und Wirtschaftsgebäude, zweigeschossiger Flachsatteldachbau mit Kniestock und Quergiebel, Balkon, Putzgliederung und erdgeschossigen Wagenremisen, Ende 19. Jahrhundert | D-1-87-132-77 Wikidata | Schlossökonomie |
| Pfarrer-Strobl-Straße 21, 23 (Standort)                 | Katholische Filialkirche Christkönig | oktogonaler Zentralbau mit Zeltdach und angebauter Vorhalle und Sakristei, Chorturm mit Zwiebelhaube, 1933–34 von Georg Berlinger; mit Ausstattung. | D-1-87-132-74 Wikidata | weitere Bilder |
| Schloßstraße 1 (Standort)                               | Ehemals Marstall                     | zweigeschossiger Krüppelwalmdachbau mit Rundbogentüren, um 1700. | D-1-87-132-78 Wikidata | Ehemals Marstall |
| Wirtsfeld (Standort)                                    | Bildstock                            | gemauerter Pfeiler mit Nische und Putzgliederung, Ende 18. Jahrhundert; an der Straße nach Brandenberg. | D-1-87-132-81 Wikidata | Bildstock |

### Wilhelming
| Lage                    | Objekt         | Beschreibung                                           | Akten-Nr.              | Bild |
| ----------------------- | -------------- | ------------------------------------------------------ | ---------------------- | ---- |
| Wilhelming 7 (Standort) | Getreidekasten | Blockbau mit modernem Flachsatteldach, 18. Jahrhundert | D-1-87-132-82 Wikidata | BW   |

### Winterstubn
| Lage                     | Objekt          | Beschreibung                                                                                      | Akten-Nr.              | Bild |
| ------------------------ | --------------- | ------------------------------------------------------------------------------------------------- | ---------------------- | ---- |
| Winterstubn 1 (Standort) | Winterstubn-Alm | Flachsatteldachbau mit massivem Erd- und Holzbauobergeschoss sowie Sterntür, Ende 18. Jahrhundert | D-1-87-132-83 Wikidata | BW   |

### Zellboden
| Lage                      | Objekt                | Beschreibung | Akten-Nr.              | Bild |
| ------------------------- | --------------------- | --- | ---------------------- | ---- |
| Zellboden 1, 2 (Standort) | Ehemaliges Bauernhaus | Einfirst- und Bergbauernhof, sogenannter Aigner-Hof; zweigeschossiger verputzter Massivbau mit weit vorstehendem Flachsatteldach, Hochlaube und traufseitiger Laube sowie reich ornamentierten und bemalten hölzernen Zierdetails, Firstpfette bezeichnet 1796, Portalrahmungen bezeichnet 1798 und 1829; Stadel, freistehender Holzstadel mit Flachsatteldach, bezeichnet 1833; ehemaliges Austragshaus, zweigeschossiger Steildachbau mit Hochlaube, Firstpfette bezeichnet 1809; Nebengebäude, wohl ehemals Back- und Waschhaus, Massivbau mit Flachsatteldach, bezeichnet 1793; talseitig unterhalb der Hofstelle an der Zufahrt. | D-1-87-132-88 Wikidata | BW   |

## Ehemalige Baudenkmäler
In diesem Abschnitt sind Objekte aufgeführt, die früher einmal in der Denkmalliste eingetragen waren, jetzt aber nicht mehr. Objekte, die in anderem Zusammenhang – also z. B. als Teil eines Baudenkmals – weiter eingetragen sind, sollen hier nicht aufgeführt werden. Aktennummern in diesem Abschnitt sind ehemalige, jetzt nicht mehr gültige Aktennummern.

| Lage                                       | Objekt              | Beschreibung               | Akten-Nr.              | Bild |
| ------------------------------------------ | ------------------- | -------------------------- | ---------------------- | ---- |
| Oberprienmühle Oberprienmühle 1 (Standort) | Bemalte Balkenköpfe | 1. Hälfte 19. Jahrhundert. | D-1-87-132-30 Wikidata | BW   |